# 첨정석

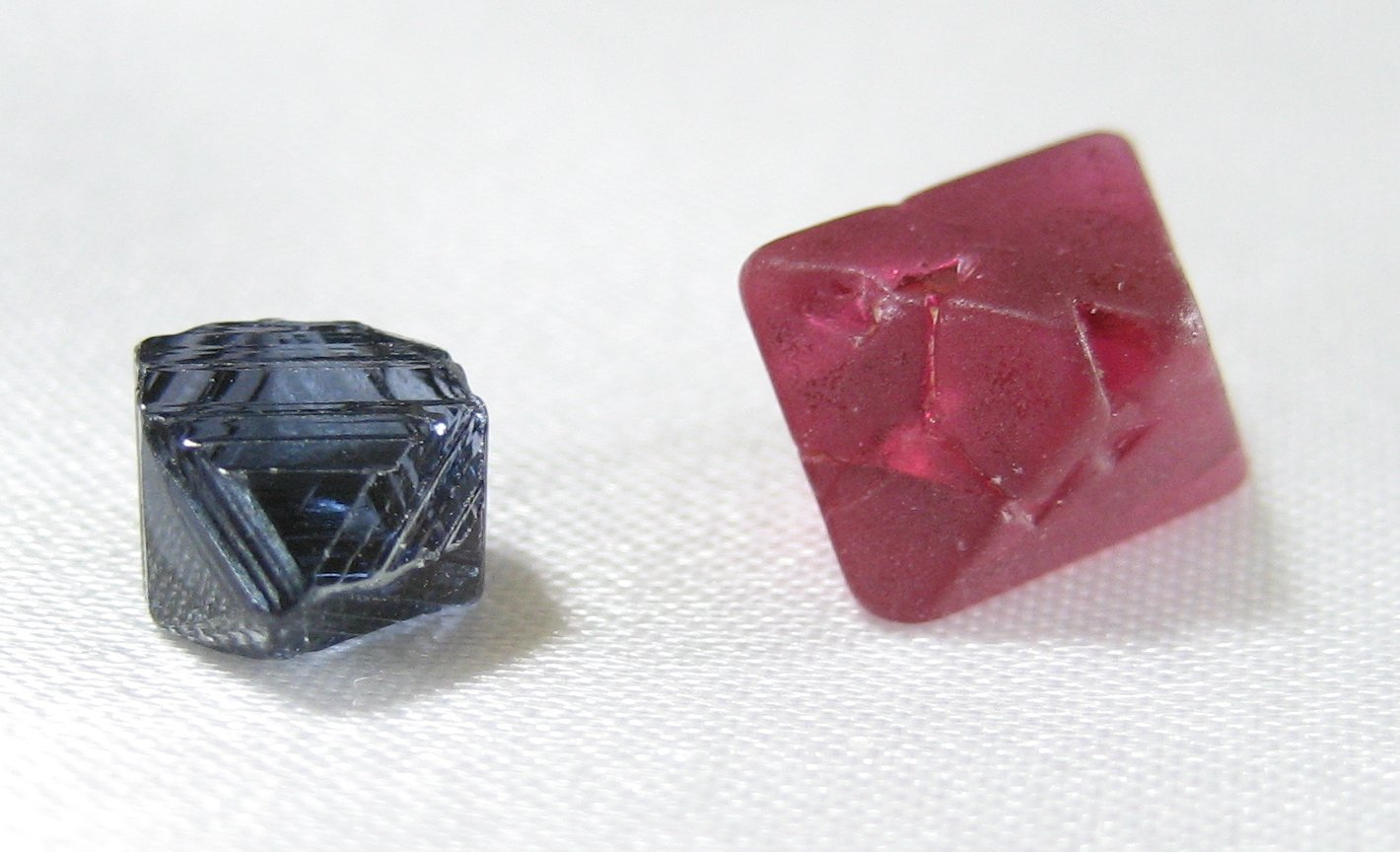
첨정석

첨정석(尖晶石, Spinel 스피넬[*])은 알루미늄과 마그네슘의 산화물로 이루어진 팔면체의 결정질 광물이다. 화학 성분은 MgAl2O4이다. 순수한 것은 보석으로 쓰인다. 분홍색인 것은 루비와 마찬가지로 변성작용을 받은 석회암에서 산출되며, 모암의 분해에 의해 사광으로 되어 있다. 미얀마·스리랑카·인도 등이 주산지이며, 분홍색 외에 무색·보라색·청색·황색 등을 띤다.

## 참고 자료
- 이 문서에는 다음커뮤니케이션(현 카카오)에서 GFDL 또는 CC-SA 라이선스로 배포한 글로벌 세계대백과사전의 내용을 기초로 작성된 글이 포함되어 있습니다.